# Dan Anderson (cestista 1943)
Daniel W. Anderson, detto Dan (Minneapolis, 15 febbraio 1943), è un ex cestista statunitense, professionista nella ABA.

## Carriera
Venne selezionato dai Philadelphia 76ers all'undicesimo giro del Draft NBA 1965 (83ª scelta assoluta).

## Palmarès
- Coppa Intercontinentale: 1

Akron Wingfoots: 1967